# Torre de les Aigües (Terrassa)
La torre de les Aigües, o torre de la Mina, és una construcció del centre de Terrassa (Vallès Occidental), situada a la plaça del Doctor Robert, protegida com a bé cultural d'interès local.

## Descripció
Es tracta d'una torre d'aigua de planta quadrada, construïda capritxosament en forma de minaret. Actualment es troba adossada a la façana de la Clínica del Remei, dins el complex de l'Hospital de Sant Llàtzer. És alta i estreta i consta de 5 pisos d'alçada.

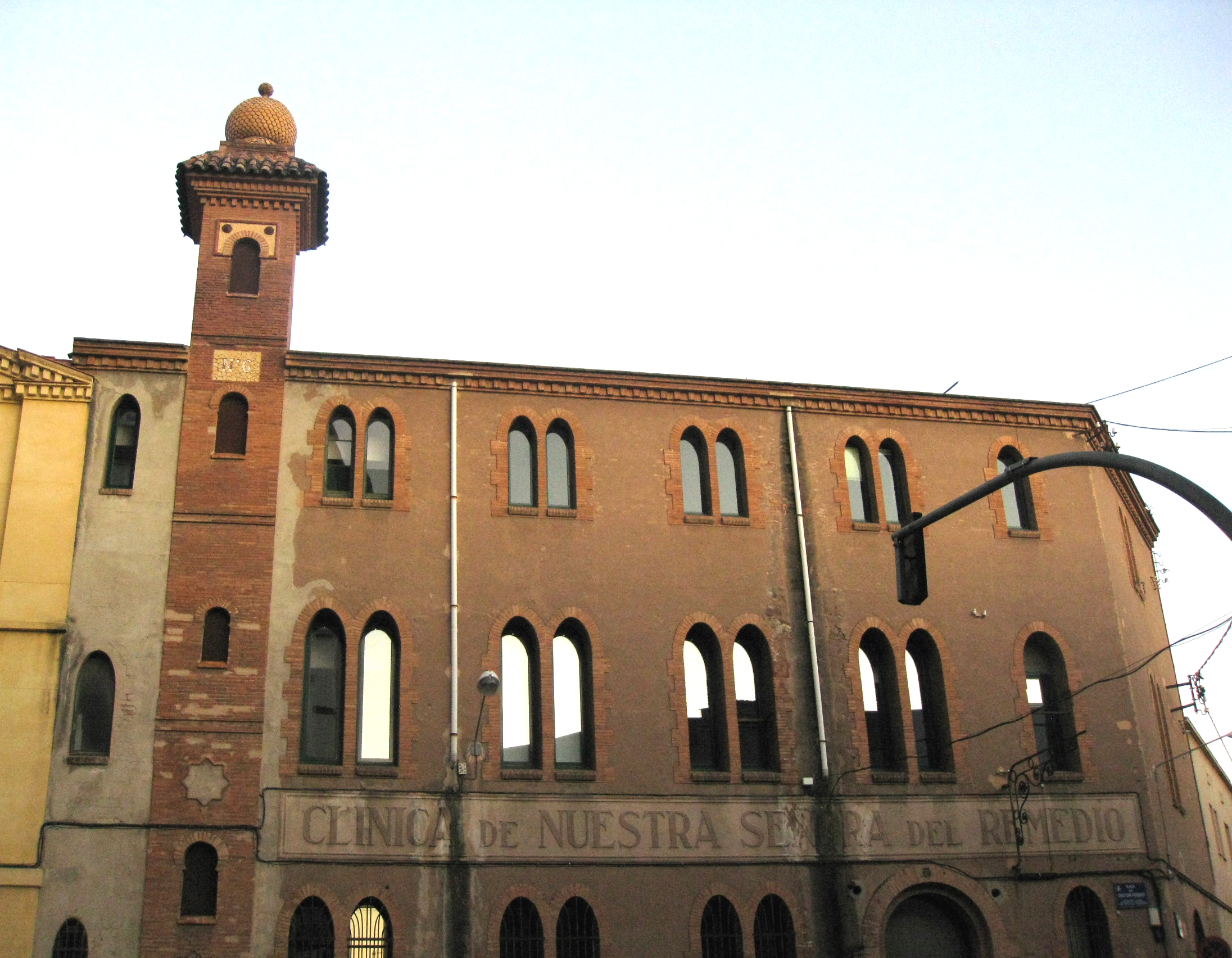
La torre de la Mina, adossada a l'edifici de la Clínica del Remei

La seva decoració inclou elements neoàrabs, com ara plafons en forma d'estels o finestres en forma de ferradura. La construcció és totalment d'obra vista, amb verdugades a cada forjat. La cornisa de coronament presenta un ric motlluratge i l'edifici és rematat amb teulada a quatre aigües de teules vidriades i una cúpula ultrapassada recoberta d'escates de ceràmica vidriada groga.

## Història
La torre d'aigües de la plaça del Doctor Robert va ser dissenyada per Melcior Vinyals l'any 1919 i substituïa una torre més antiga, de l'any 1879, que ja existia com a edifici aïllat abans de la construcció de l'edifici hospitalari al qual es troba adossada actualment. D'aquesta mena de repartidors en forma de torre de la Mina Pública d'Aigües de Terrassa n'hi havia també tota una sèrie d'escampats per la ciutat, però la major part han desaparegut.
Actualment només en queden dos exemples més: una torre d'aigua a la cruïlla dels carrers del Col·legi i de Vallhonrat, adossada també a un edifici, i una altra d'exempta, a la font de les Quatre Cantonades, situada al punt on es troben les carreteres de Rubí i de Montcada.